# Phare de North Cape
Le phare de North Cape est un phare actif situé en bout de la péninsule nord-ouest du Comté de Prince (Province de l'Île-du-Prince-Édouard), au Canada. Il marque le point de partage entre le Golfe du Saint-Laurent et le détroit de Northumberland.
Ce phare est géré par la Garde côtière canadienne .
Il a été reconnu édifice fédéral du patrimoine le 5 septembre 1991  par le bureau d'examen des édifices fédéraux du patrimoine canadien et désigné lieu patrimonial par le Ministère du Tourisme et de la Culture en 2012.

## Histoire
Dès 1861, une lumière temporaire a été érigée sur ce point. En 1865, le phare a été construit  mais il fallut attendre 1967 pour le mettre en service, en attente de la réception de sa lanterne.
Le phare a été transféré plusieurs fois, le plus récemment en 1951, pour échapper à l'érosion de la falaise. Le phare a été électrifié en 1960 et automatisé en 1967. L'habitation du gardien a été vendu.

## Description
Le phare est une tour octogonale blanche de 19,5 m de haut, avec une galerie  et une lanterne rouge. Il émet, à une hauteur focale de 23,7 m, un éclat jaune toutes les 5 secondes. Sa portée nominale est de 18 milles nautiques (environ 33 km). Il n'est pas ouvert aux visites.
A côté du phare se trouve le North Cape Wind Energy Interpretive Centre  avec un musée, un aquarium, une boutique de cadeaux et un restaurant.
Identifiant : ARLHS : CAN-345 - Amirauté : H-1076 - NGA : 7852 - CCG : 1036 .

## Caractéristique duFeu maritime
Fréquence : 5 secondes (Y)
- Lumière : 1 seconde
- Obscurité : 4 secondes

|          |
| Le phare |

### Lien connexe
- Liste des phares de l'Île-du-Prince-Édouard